# Pomnik św. Jana Nepomucena na Ostrowie Tumskim
Pomnik św. Jana Nepomucena – XVIII wieczna rzeźba (nepomuk) autorstwa Jana Jerzego Urbańskiego przedstawiająca Jana Nepomucena, znajduje się na Ostrowie Tumskim we Wrocławiu.
Pomnik został wykonany w latach 1730–1732 na zlecenie wrocławskiej kapituły katedralnej. Projektantem był Christoph Tausch a autorami byli Urbański wraz z Johannem Albrechtem Siegwitzem i Johannem Adamem Karingerem. Umieszczony został na placu Kościelnym, przed kolegiackim kościołem św. Krzyża i katolickim sierocińcem Orphanotropheum, na Ostrowie Tumskim we Wrocławiu. Według kroniki pomnik został odsłonięty w maju 1732 roku i kosztował 2049 florenów. Jest największym na świecie pomnikiem Jana Nepomucena.

## Opis pomnika
Pomnik został wykonany z piaskowca, w stylu barokowym, na planie zbliżonym do krzyża greckiego. Ma około 9,5 metra wysokości. Na podstawie znajduje się cokół o kwadratowym zarysie, na którym umieszczone zostały cztery sceny z życia Jana Nepomucena. Na pierwszej spowiada królową Zofię, żonę króla Czech Wacława IV Luksemburskiego. Na drugiej płaskorzeźbie święty wspiera się na kosturze idąc pątniczą ścieżką. Kolejna scena przedstawia moment przesłuchania Nepomucena przez króla Wacława, a ostatnia wrzucenie go do Wełtawy. Nad płaskorzeźbami znajdują się kartusze z inskrypcją fundacyjną i z komentarzami teologicznymi. W dolnej części cokołu, w jego narożnikach, znajdują się postacie siedzących aniołków. Ponad nimi przedstawiono półpostacie anielskich atlantów, podtrzymujących piramidalną bryłę, na której znajduje się postać Nepomucena stojącego na chmurach z ręką wzniesioną ku górze i trzymającą krucyfiks. Z obłoków wystają główki kolejnych aniołków. Nad głową świętego znajdują się gwiazdy, które mają nawiązywać do gwiazd, które ukazały się na niebie podczas egzekucji męczennika. Cały pomnik otoczony jest kamienną balustradą.
We Wrocławiu znajdują się jeszcze cztery pomniki przedstawiające Jana Nepomucena: na placu Świętojańskim oraz przy ul. gen. Romualda Traugutta, ul. Osobowickiej i ul. Szewskiej oraz rzeźba przy ul. Parafialnej.

## Legenda
Wśród głów aniołów przedstawionych tradycyjnie z kręconymi loczkami znajdują się dwie głowy zupełnie łyse. Według legendy mistrz Urbański, gdy pomnik był prawie gotowy, ostatnie głowy pozostawił do wyrzeźbienia swojemu uczniowi Gotfrydowi. Ten, ciesząc się z niedawnych narodzin swojego syna i korzystając z nieobecności rzeźbiarza, postanowił wyrzeźbić główkę swojego potomka. Na drugi dzień mistrz przyszedł sprawdzić wykonanie zadania i ujrzał wśród kędzierzawych aniołów jedną główkę zupełnie łysego dziecka. Rozgniewany wyrzucił z pracy swojego pomocnika. Nieszczęśnik wrócił do domu i opowiedział wszystko swojej żonie. Ta, rozzłoszczona lekkomyślnym działaniem męża, postanowiła sama naprawić jego błąd i poprosić mistrza o wybaczenie. Rzeźbiarz nie chciał z nią rozmawiać, ale gdy zobaczył chłopczyka i jego roześmianą i ufną twarzyczkę, wzruszył się, a następnie przyjął z powrotem do pracy Gotfryda. By zachować proporcję w rzeźbie, nakazał po drugiej stronie umieścić równie łysą główkę drugiego aniołka.